# Прапретно (Радече)
Прапретно (словен. Prapretno) — поселення в общині Радече, Савинський регіон, Словенія. Висота над рівнем моря: 201,1 м.